# Sōichirō Hoshi
Sōichirō Hoshi (jap. 保志 総一朗 Hoshi Sōichirō; ur. 30 maja 1972) – japoński seiyū pochodzący z Aizu-Wakamatsu w prefektury Fukushima. Pracuje dla Arts Vision. Używa pseudonimu Takeshi Aiba (jap. 相庭 剛志 Aiba Takeshi) występując w grach dla dorosłych.
Został obsadzany w roli głównej lub jako postać wspierająca w każdym anime reżyserowanym przez Gorō Taniguchi (z wyjątkiem Jungle Emperor Leo (2009 remake)).

## Filmografia
Ważniejsze role są pogrubione

### Seriale anime
1993
- Nintama Rantarō (Senzo Tachibana)

1996
- Detektyw Conan (Tamanosuke Ito)

1998
- Ginga Hyōryū Vifam 13 (Roddy Shuffle)
- Lost Universe (Kain Blueriver)
- Steam Detectives (Narutaki)

1999
- Gokudo (Issa)
- Infinite Ryvius (Yuki Aiba)
- ToHeart (Masashi Sato)

2000
- Argento Soma (Takuto Kaneshiro / Ryu Soma)
- Saiyuki (Son Goku)

2001
- Angelic Layer (Ohjiro Mihara)
- Croquette! (Rizotto)
- Haré+Guu (Seiichi Tachibana)
- Rave Master (Lucia Raregroove)
- s-CRY-ed (Kazuma)
- Tales of Eternia: The Animation (Keele Zeibel)
- Tennis no ōjisama (Gakuto Mukahi)
- Tokyo Underground (Ginnosuke Isuzu)

2002
- Ai Yori Aoshi (Kaoru Hanabishi)
- GetBackers (Kazuki Fuuchouin)
- Mobile Suit Gundam Seed (Kira Yamato)
- Kikō Sennyo Rōran (Yamato Mikogami)
- Melody of Oblivion (Skyblue)
- Mirmo! (Kaoru Matsutake)
- Naruto (Yashamaru)
- Onegai Teacher (Kei Kusanagi)
- Piano: The Melody of a Young Girl's Heart (Takizawa)
- Samurai Deeper Kyo (Akira)

2003
- .hack//Legend of the Twilight (Reki)
- Ai Yori Aoshi Enishi (Kaoru Hanabishi)
- Beyblade G-Revolution (Brooklyn Kingston)
- Onegai Twins (Kei Kusanagi)
- Planetes (Kyutarō Hoshino)
- Pluster World (Mashanta)

2004
- Gun X Sword (Michael Garret)
- Mobile Suit Gundam Seed Destiny (Kira Yamato)
- Harukanaru Toki no Naka de ~Hachiyou syo~ (Eisen)
- Meine Liebe (Camus)
- tactics (Sugino)
- Tenjho Tenge (Sōichirō Nagi)

2005
- B-Daman (Akyuras)
- Kaiketsu Zorori (Arthur)
- Law of Ueki (Seiichirō Sano)
- Märchen Awakens Romance (Alviss)
- Suki na Mono wa Suki Dakara Shōganai! (Sunao Fujimori, Ran)
- Xenosaga THE ANIMATION (chaos)

2006
- Digimon Data Squad (Masaru Daimon)
- Higurashi no naku koro ni (Keiichi Maebara)
- Kirarin Revolution (Seiji Hiwatari)
- Princess Princess (Akira Sakamoto)

2007
- Bakugan: Młodzi wojownicy (Maskarad, Joe)
- Bokura-no (Masaru Kodaka)
- Ghost Hound (Makoto Ōgami)
- Higurashi no naku koro ni kai (Keiichi Maebara)
- Shining Tears X Wind (Souma Akizuki, Zero)

2008
- Code Geass: Lelouch of the Rebellion R2 (Gino Weinberg)
- Macross Frontier (Brera Sterne)
- Tytania (Bal'ami Tytania)
- Vampire Knight (Senri Shiki)
- Vampire Knight Guilty (Senri Shiki)

2009
- Sengoku Basara (Sanada Yukimura)
- Phantom~Requiem for the Phantom~ (Tōru Shiga)
- Saint Seiya: The Lost Canvas (Cait Sith Cheshire)
- Sora no Otoshimono (Tomoki Sakurai)

2010
- Uragiri wa Boku no Namae wo Shitteiru (Yuki Sakurai / Gioh)
- Nurarihyon no Mago (Mezumaru)
- Sengoku Basara 2 {Sanada Yukimura}
- Sora no Otoshimono: Forte (Tomoki Sakurai)

2011
- Starry Sky (Kanakubo Homare)
- Nura: Rise of the Yōkai Klan: Capital Demon (Mezumaru)
- Higurashi no Naku Koro ni Kira (Keiichi Maebara)
- Chibi Devi! (dyrektor)

2012
- Kuroko no Basket (Yukio Kasamatsu)
- The Knight in the Area (Michael Honda)
- CARDFIGHT!! Vanguard (Lizard)
- The New Prince of Tennis (Gakuto Mukahi)
- Senki Zesshō Symphogear (Shinji Ogawa)
- Miłość, gimbaza i kosmiczna faza (Makoto Isshiki)
- Digimon Xros Wars (Masaru Daimon)
- BTOOOM! (Wakamoto)

2013
- Arata: The Legend (Yorunami)
- Karneval (Karoku)

### OVA
- .hack//Liminality (Masaya Makino)
- My-Otome 0~S.ifr~ (Shiro)
- Harukanaru Toki no Naka de 1 ~Ajisai Yumegatari~ (Eisen)
- Harukanaru Toki no Naka de 2 ~Shiroki Ryuu no Miko~ (Minamoto no Motomi)
- Harukanaru Toki no Naka de 3 ~Kurenai no Tsuki~ (Taira no Atsumori)
- Saiyuki Gaiden (Son Goku)
- Sora no Otoshimono: Project Pink (Tomoki Sakurai)

### Gry
- Arlin (Atelier Iris: Eternal Mana 2004)
- Atsumori Taira no (Harukanaru Toki no Naka de 3 2004-)
- Bartz Klauser (Dissidia: Final Fantasy 2008, Dissidia 012 Final Fantasy 2011)
- Calintz (Magna Carta 2004, 2005)
- Camus (Meine Liebe 2004, 2006)
- Canard Pars (Gundam Seed Astray 2005, SD Gundam G Generation World)
- Carrol Martel (Apocripha/0 2001)
- Chaos (Yeshua) (seria Xenosaga 2002, 2004, 2006)
- Copain (SKYGUNNER 2001)
- Eisen (Harukanaru Toki no Naka de 2000-)
- Enrique (Skies of Arcadia 2000)
- Erich Jaeger (Ace Combat 3: Electrosphere 1999)
- Fayt Leingod (Star Ocean: Till the End of Time 2003)
- Garrit (Summon Night X: Tears Crown 2009)
- Hiko Futsu (Harukanaru Toki no Naka de 4 2008-)
- Homare Kanakubo (Starry☆Sky ~in Summer~ 2009, Starry☆Sky ~After Summer~ 2011)
- Itsuki Tachibana (Fatal Frame II: Crimson Butterfly 2003)
- Keele Zeibel (Tales of Eternia; Tales of the World: Radiant Mythology 2 2009; Tales of the World: Radiant Mythology 3 2011)
- Kilik (Soulcalibur 1999; Soulcalibur II 2003; Soulcalibur III 2005; Soulcalibur III: Arcade Edition 2005; Soulcalibur IV 2008; Soulcalibur: Broken Destiny 2009)
- Kira Yamato (Gundam Seed: Rengou vs Z.a.f.t Portable 2007; Gundam Vs Gundam 2008; Gundam Vs Gundam Next Plus 2009; Gundam Assult Survive 2010; SD Gundam G Generation World)
- Lance (Brigandine Grand Edition)
- Masashi Sato (ToHeart)
- Motomi Minamotono (Harukanaru Toki no Naka de 2 2001-)
- Metronom (.hack//Link 2010)
- Natsuki Kariya (Gunparade March)
- Pierce Villiers (Clover no Kuni no Alice 2007, 2009)
- Raphael (Romancing SaGa -Minstrel Song- 2005)
- Rage (Shining Blade 2012)
- Reki (.hack//Link 2010)
- Roland (Luminous Arc 2 2008)
- Ryu (Super Puzzle Fighter II Turbo 1996)
- Takeru Shirogane (Muv-Luv 2003; Muv-Luv Alternative 2006)
- Sakaki Narumi (Kami Naru Kimi to 2011)
- Sakurai Tomoki (Sora no Otoshimono Forte: Dreamy Season 2011)
- Sanada Yukimura (seria Sengoku Basara 2005-) (Scorpio in Devil Kings)
- Souma Akizuki (Shining Wind)
- Sunao Fujimori (Suki na Mono wa Suki Dakara Shōganai!)
- Takeshi Kuranari, Kid (Hokuto, Ryogo Kaburaki) (Ever17)
- Tendou Jin (*Tokimeki Memorial Girl's Side 1st Love)
- Tomoe Shirosaki (Hanayoi Romanesque~ Ai to Kanashimi 2008)
- Vandolf (Shining Force Neo 2005)
- Xion (Shining Tears 2004)
- Yaiba (Blazer Drive 2008)

### CD Dramy
- Akira (Samurai Deeper Kyo)
- Akira Shiraishi (Ai wo Utau yori Ore ni Oborero; Blaue Rosen)
- Ashiru (Ruri No Kaze Ni Hana Ha Nagareru 2009)
- Chrome Takagi (Chrome Breaker 2007-)
- Daisuke Niwa (seria D.N.Angel WINK )
- Hikaru Hitachiin (Ouran High School Host Club 2003-2005)
- Hiroya Fujimoto (Yatteraneeze! 1996)
- Haru Yukima (7 Seeds 2003)
- Homare Kanakubo (Starry☆Sky : Taurus 2009, Starry☆Sky ~In Bitter Season~ 2010)
- Ichinose Katsuya (BALETTSTAR)
- Ikuto Touhouin (Nagasarete Airantō)
- Jinpachi Kogure (Young Gun Carnaval)
- Joshua Christopher (Chrono Crusade 2001)
- Jun Ichinomiya (Cafe Kichijoji de 1999-)
- Jun Yamamoto (Special A)
- Kanata Izumo (Snow)
- Keiichi Maebara (Higurashi no Naku Koro ni 2005-)
- Senri Shiki (Vampire Knight)
- Soul Eater Evans (Soul Eater)
- Sunao Fujimori (Suki na Mono wa Suki Dakara Shōganai!)
- Takeshi Kuranari, Kid, Blick Winkel (Ever17)
- Tomoe Shirosaki (Hanayoi Romanesque 2006)
- Tweedle Dum (Are you Alice?)
- Miki Uegaito (S.L.H Stray Love Hearts! 2009)
- Yuki Sakurai / Giou (Uragiri wa Boku no Namae wo Shitteiru 2007)

### Tokusatsu
- Engine Sentai Go-onger (Engine Birca)
- Samurai Sentai Shinkenger (Marigomori)